# Voices of ancestors

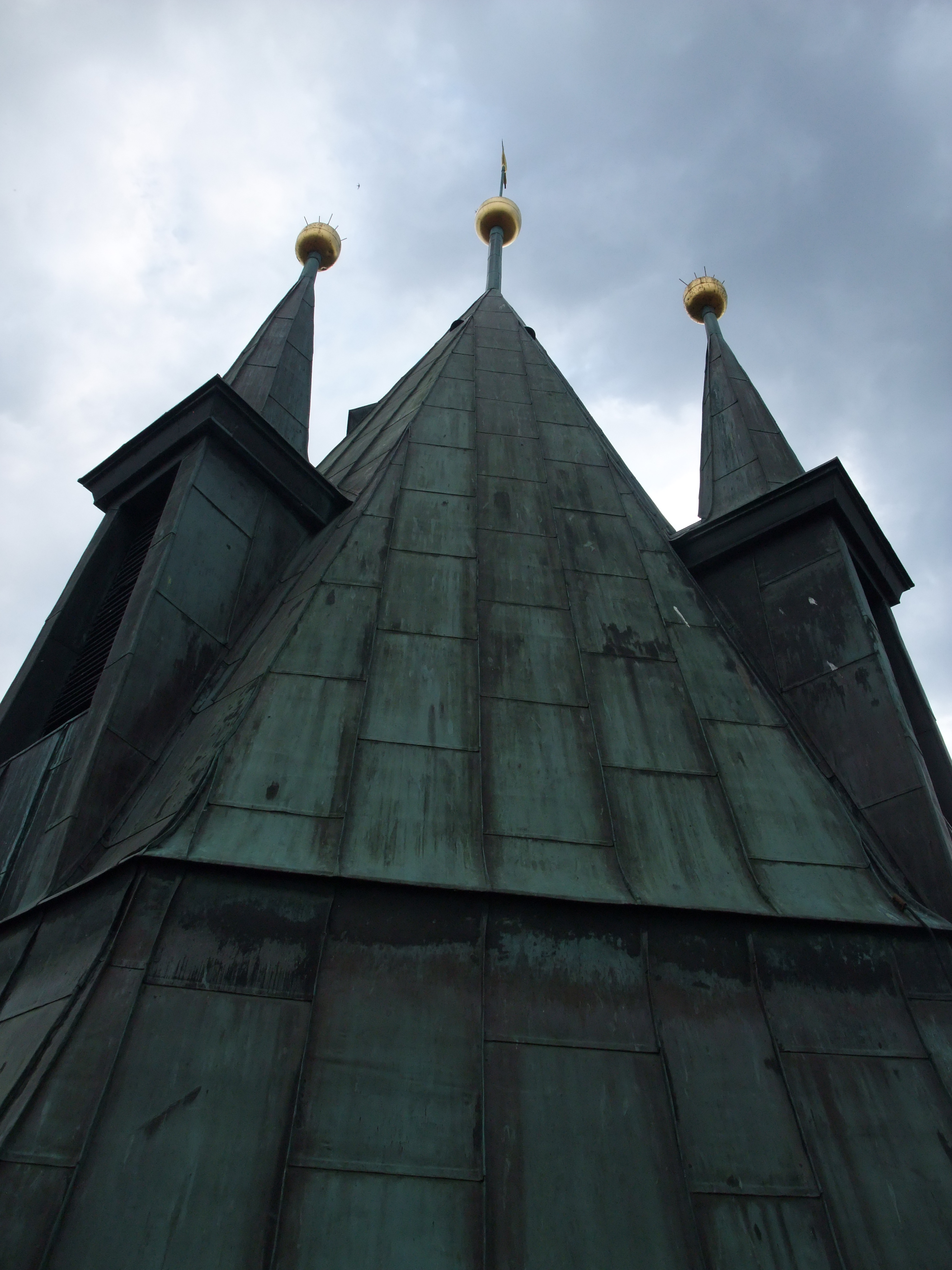
Mariakerk (2017)

Voices of ancestors is een muziekalbum van het duo Moon & Melody. Dat duo bestaat uit Wolfram Spyra (elektronische muziek) en Roksana Vikaluk uit de klassieke muziek. Opnamen vonden plaats in de Mariakerk in Frankfurt an der Oder. 

## Inleiding
Het duo had de akoestiek van de kerk eerder tijdens een bezoek ondergaan en waren onder de indruk. Dit resulteerde in de opbouw van een kleine stalen installatie, dat dient als muziekinstrument van Spyra in de kerk. Deze zogenaamde Bow chimes, ontwikkeld door Rob Butman, biedt de “begeleiding” van de vocale bijdragen van Vikaluk. De installatie werd vanwege de opnamen voorzien van een microfoon, maar de hoofdopname vond plaats door middel van een microfooninstallatie geplaatst in een kunstmatig hoofd in het midden van deze grote kerk. Deze microfooninstallatie ving dus ook allerlei natuurlijke geluiden op, getjilp van vogels maar ook klokgelui.
Het album is opgedragen aan Bob Rutman, tijdens het productieproces overleed de instrumentenbouwer.

## Musici
- Wolfram Spyra – bow chimes
- Roksana Vikaluk – zangstem, melodica, piano, etc.

## Muziek
| Nr. | Titel                                                           | Duur  |
| --- | --------------------------------------------------------------- | ----- |
| 1.  | Voices of ancestors/Stimmer der Vorfahren                       | 31:15 |
| 2.  | Kolysanka dla Marii/Wiegenlied für Maria (Oekraïens kinderlied) | 6:40  |